# Liste der Naturdenkmale in Baesweiler

Naturdenkmalzeichen

Die Liste der Naturdenkmale in Baesweiler listet sämtliche Naturdenkmale des Ortes Baesweiler auf.
Ein Naturdenkmal ist ein natürlich entstandenes Landschaftselement, das unter Naturschutz gestellt ist. Es kann ein einzeln stehendes oder vorkommendes Gebilde wie eine Felsnadel oder ein einzeln stehender Baum sein, undefinierten Umfangs wie eine Höhle oder auch ein Gebiet oder Gebilde mit einer beschränkten Fläche und einer klaren Abgrenzung von seiner Umgebung wie ein Felsengarten oder eine Wiese; letztere werden als flächenhaftes Naturdenkmal oder Flächennaturdenkmal bezeichnet.

## Naturdenkmale in Baesweiler
| Denkmal-Nummer | Ort / Lage | Bezeichnung des ND                                             | Anzahl | Art                      | Eingetragen seit                                            | Schutzgrund | Beschreibung | Bild            |
| -------------- | --- | -------------------------------------------------------------- | ------ | ------------------------ | ----------------------------------------------------------- | ----------- | --- | --------------- |
| 2              | Baesweiler Parkanlage Ecke Peterstraße/Mariastraße, hinter dem Rathaus Karte                                                                                  | 2 Stieleichen                                                  | 2      | Stieleiche               | bereits 1959 im ND-Buch des Kreises Geilenkirchen/Heinsberg |             | | BW              |
| 3              | Baesweiler Windmühlenstraße, Schulhof der Goetheschule (Koordinaten ungenau!) Karte                                                                           | 1 Stieleiche                                                   | 1      | Stieleiche               | bereits 1959 im ND-Buch des Kreises Geilenkirchen/Heinsberg |             | | BW              |
| 4              | Baesweiler-Floverich Fließstraße vor Haus 10 Karte | 1 Stieleiche                                                   | 1      | Stieleiche               | 14.08.1968                                                  |             | | BW              |
| 5              | Baesweiler-Floverich Willibrordstraße vor Haus 45 (Koordinaten ungenau!) Karte                                                                                | 1 Stieleiche                                                   | 1      | Stieleiche               | 30.10.1936                                                  |             | | BW              |
| LP II, 2.3-1   | Baesweiler nordwestlich von Baesweiler-Beggendorf, an einem Feldweg in der Ecke einer eingezäunten Weidefläche Karte                                          | Eiche auf einer Weidefläche nordwestlich Beggendorf            | 1      | Stieleiche               | 15.04.1985                                                  |             | Auf einer Weidefläche nordwestlich Beggendorf befindet sich eine alte Eiche. | BW              |
| LP II, 2.3-2   | Baesweiler nordwestlich von Baesweiler-Beggendorf, auf einer Weidefläche Karte                                                                                | Rotbuche auf einer Weidefläche nordwestlich Beggendorf         | 1      | Rotbuche                 | 15.04.1985                                                  |             | Auf einer Weidefläche nordwestlich Beggendorf befindet sich eine alte Rotbuche. | BW              |
| LP II, 2.3-3   | Baesweiler-Beggendorf von der Cäcilienstraße in Richtung der Felder, auf einer Weidefläche Karte                                                              | 2 Linden am östlichen Ortsrand von Beggendorf                  | 2      | Winterlinde              | 15.04.1985                                                  |             | Auf einer Weidefläche am östlichen Ortsrand von Beggendorf befinden sich zwei alte Linden. | BW              |
| LP II, 2.3-4   | Baesweiler auf einer Weidefläche südöstlich von Baesweiler-Setterich, unmittelbar an der Kreisgrenze Karte                                                    | 2 Linden auf einer Weidefläche südöstlich Setterich            | 2      | Sommerlinde, Winterlinde | 15.04.1985                                                  |             | An der nördlichen Spitze einer Weidefläche südöstlich Setterich befinden sich zwei alte Linden. | BW              |
| LP II, 2.3-5   | Baesweiler auf einer Weidefläche südöstlich von Baesweiler-Setterich, unmittelbar an der Kreisgrenze Karte                                                    | Rosskastanie auf einer Weidefläche südöstlich Setterich        | 1      | Rosskastanie             | 15.04.1985                                                  |             | Auf einer Weidefläche südöstlich Setterich befindet sich eine alte Rosskastanie. | BW              |
| LP II, 2.3-10  | Baesweiler östlich der B 221 von Alsdorf nach Boscheln, ca. 1 km nördlich des Alsdorfer Nordfriedhofs, westliche Zufahrt zum ehemaligen Gut Altmerberen Karte | Linden-Allee ehemaliger Hof Altmerberen                        | 82     | Sommerlinde              | 15.04.1985                                                  |             | An der westlichen Hofzufahrt von Altmerberen befindet sich eine Allee, bestehend aus 82 Sommerlinden. | Fotos hochladen |
| LP II, 2.3-15  | Baesweiler am Ostrand der B 221 von Alsdorf nach Boscheln, ca. 500 m nördlich des Alsdorfer Nordfriedhofs Karte                                               | Baumweide östlich Gut Neumerberen                              | 1      | Baumweide                | 15.04.1985                                                  |             | Auf der Ostseite der B 221 östlich Gut Neumerberen befindet sich eine Baumweide. | Fotos hochladen |
| LP II, 2.3-16  | Baesweiler östlich der B 221 von Alsdorf nach Boscheln, ca. 400 m nördlich des Alsdorfer Nordfriedhofs Karte                                                  | Bergsenkungsgewässer mit Korbweidenkultur                      |        |                          | 15.04.1985                                                  |             | Es handelt sich um zwei Gewässerflächen mit Röhrichtbeständen, Hochstaudenfluren, Gehölzen und einer Korbweidenkultur auf der Nord- und Südseite der Carl-Alexander-Bahn nördlich des Friedhofs Alsdorf-Nord (östlich der B 221). | Fotos hochladen |
| LP II, 2.3-18  | Baesweiler an der alten L 240 von Baesweiler-Oidtweiler in Richtung Alsdorf-Bettendorf, ca. 50 m hinter dem Ortsausgane, an einem Kreuz Karte                 | 2 Rosskastanien am südlichen Ortsausgang von Oidtweiler        | 2      | Rosskastanie             | 23.04.1959                                                  |             | Am südlichen Ortsausgang von Oidtweiler neben einem Feldkreuz befinden sich zwei Rosskastanien. | Fotos hochladen |
| LP II, 2.3-21  | Baesweiler Am nordöstlichen Ortsrand von Puffendorf Karte | Bodendenkmal mittelalterliche Befestigung Erdwerk "Op de Burg" |        |                          |                                                             |             | Am nordöstlichen Ortsrand von Puffendorf befindet sich das Bodendenkmal "Op de Burg" (Bodendenkmalnr. AC 120). Hierbei handelt es sich um eine ehemalige mittelalterliche Befestigung.                                            | BW              |
| LP II, 2.3-22  | Baesweiler-Setterich an der Kreuzung Adenauerring/Schmiedstraße Karte                                                                                         | Bergahorn südlich Sportplatz Setterich                         | 1      | Bergahorn                | 14.08.1968                                                  |             | Südlich des ehemaligen Sportplatzes Setterich befindet sich ein Bergahorn. | BW              |